# Weinsheim (bij Bad Kreuznach)
Weinsheim is een gemeente in de Landkreis Bad Kreuznach in de Duitse deelstaat Rijnland-Palts, gelegen in het westen van Duitsland. Weinsheim telt 1.798 inwoners.